# Полевая улица (Сестрорецк)
Полева́я у́лица — улица в городе Сестрорецке Курортного района Санкт-Петербурга. Проходит от Дубковского переулка до Огородной улицы. 100-метровый участок отсутствует, поскольку проходит через земельный участок дома 24 по Полевой улице.
Название появилось в 1920-х годах. Этимология не установлена.

## Перекрёстки
- Дубковский переулок
- Зарубинский проезд
- Зарубинский переулок
- Огородная улица